# 버진 오스트레일리아 리저널 항공
버진 오스트레일리아 리저널 항공(영어: Virgin Australia Regional Airlines)는 오스트레일리아의 항공사로 총 22개 노선을 취항하고 있다. 본사는 오스트레일리아 웨스턴오스트레일리아주 퍼스에 위치해 있으며 1963년에 설립했다. 또한 사용하고 있는 허브 공항으로 퍼스 공항이 있다. 이전 사명은 스카이웨스트 항공(영어: Skywest Airlines)이었다.

## 역사
1963년에 카나본 에어 택시(영어: Carnarvon Air Taxis)로 설립했다. 원래는 안셋 오스트레일리아의 자회사에 속했으나 안셋 오스트레일리아가 파산 후 싱가포르의 투자 회사에 인수되었다. 그 후 싱가포르의 저가 항공사 타이거 항공이 인수 하려고 하는 언론이 있었으나 결국은 싱가포르 투자 회사가 완전히 인수했다. 또한 모기업의 스카이웨스트 항공사는 싱가포르의 회사에 속하나 이전부터 오스트레일리아의 기업에 속했다. 2012년에 버진 오스트레일리아 홀딩스에 인수되었고 2013년에 현재의 사명으로 변경했다.

## 보유 기종
- 2019년 10월 기준으로 버진 오스트레일리아 리저널 항공은 다음과 같은 기종을 보유하고 있다.[2]